# أليكس برادفورد
أليكس برادفورد (بالإنجليزية: Alex Bradford)‏ هو ملحن أمريكي، ولد في 23 يناير 1927 في بيسمير في الولايات المتحدة، وتوفي في 15 فبراير 1978 في نيوآرك في الولايات المتحدة.

## وصلات خارجية
- أليكس برادفورد على موقع ميوزك برينز (الإنجليزية)
- أليكس برادفورد على موقع ميوزك برينز (الإنجليزية)
- أليكس برادفورد على موقع قاعدة بيانات برودواي على الإنترنت (الإنجليزية)
- أليكس برادفورد على موقع ديسكوغز (الإنجليزية)